# Erica Steinberg
Erica Steinberg ist eine Produzentin und Executive Producerin; mehrfach arbeitete sie mit Quentin Tarantino zusammen.

## Leben
Steinberg stammt aus Philadelphia und studierte an der Boston  University. Sie arbeitete neun Jahre für Miramax, wo sie zunächst in der Öffentlichkeitsarbeit tätig war. In dieser Funktion begann sie mit Tarantino zusammenzuarbeiten bei Filmen wie Reservoir Dogs – Wilde Hunde und Pulp Fiction. 2001 stieg sie in die Filmproduktion bei Miramax ein und wirkte unter anderem als Executive Producerin an  Kill Bill – Volume 1 und  Kill Bill – Volume 2 mit. Im Mai 2006 wechselte sie zu Tarantinos Produktionsunternehmen A Band Apart. Hier war sie als Produzentin an Death Proof – Todsicher und Executive Producerin von Inglourious Basterds beteiligt. Später arbeitete sie für die Cohen Media Group, bevor sie 2018 zu dem Produktionsunternehmen „24“ wechselte, für das sie als Senior-Vizepräsidentin Film am Standort Los Angeles tätig ist.

## Filmografie (Auswahl)
Als Produzentin
- 2007: Death Proof – Todsicher (Grindhouse: Death Proof)
- 2007: Planet Terror (Grindhouse: Planet Terror)
- 2007: Grindhouse
- 2016: Wolves
- 2021: Outside the Wire
- 2025: Prophezeiung... Liebe (Picture This)

Als Executive Producerin
- 2003: Kill Bill – Volume 1 (Kill Bill: Vol. 1)
- 2004: Kill Bill – Volume 2 (Kill Bill: Vol. 2)
- 2005: Daltry Calhoun
- 2008: Killshot
- 2009: Inglourious Basterds
- 2019: Georgetown